# FC Tirol Innsbruck
FC Tirol Innsbruck, logo FC Tirol, foi um clube de futebol austríaco da capital tirolesa de Innsbruck, que existiu de 1993 até à sua falência 2002. Ele foi eliminado do FC Wacker Innsbruck como uma associação independente.

## Títulos
- Campeonato Austríaco (3): 2000, 2001, 2002